# Pterochilus lutorius
Pterochilus lutorius är en stekelart som beskrevs av Giordani Soika. Pterochilus lutorius ingår i släktet Pterochilus och familjen Eumenidae. Inga underarter finns listade i Catalogue of Life.